# NGC 7020

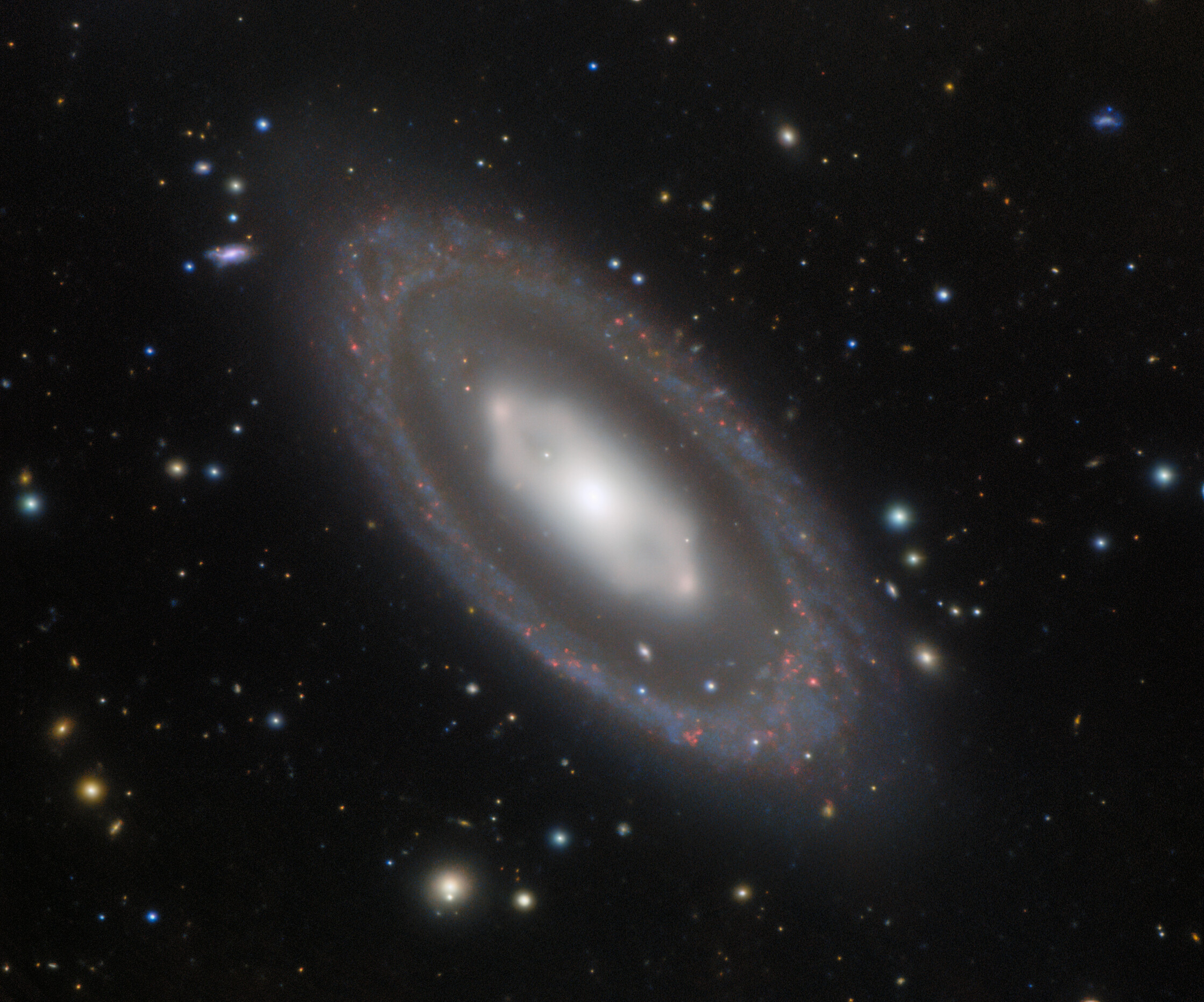

NGC 7020 hay còn được gọi bằng những cái tên khác là NGC 7021, ESO 107-13, PGC 66291, là tên của một thiên hà hình hạt đậu có thanh ngang cách chúng ta khoảng 140 triệu năm ánh sáng. Bên cạnh đó, nó nằm trong chòm sao Khổng Tước. Vào ngày 31 tháng 8 năm 1836, con trai của nhà thiên văn học người Anh gốc Đức nổi tiếng William Herschel là John Herschel phát hiện ra thiên hà này.

## Thuộc tính vật lí
NGC 7020 có một cái vòng ngoài lớn bao phủ lấy một khu vực có hình lục giác và vòng bên trong, ngoài ra còn còn thế có thanh ngang. Vòng ngoài thì hoàn toàn tách biệt với khu vực lục giác bên trong của thiên hà và nổi trội hơn nhiều so với đặc điểm xoắc ốc kết cụm. Đường kính của nó được ước tính là 110,000 năm ánh sáng. Ngoài ra, vòng ngoài lại rắc rối và có sắc xanh dương hơn những phần còn lại và có thể chỉ ra vị trí của sự hình thành của những ngôi sao đang diễn ra.
Có thể có khả năng vòng trong cho thấy đặc điểm lồi ra ở 2 điểm cuối của thanh ngang. Chính vì thế các nhà khoa học mới xếp nó là loại có trục. NGC 7020 cho thấy sự tự do của các chất khí bị ion hoá. Đây là chuyện bình thường đối với những thiên hà trong giai đoạn đầu.

## Lân cận
NGC 7020 thuộc 1 nhóm thiên hà thưa thớt bao gồm IC 5084, IC 5092, IC 5096, NGC 6943, NGC 7083, NGC 7096, NGC 7125, NGC 7126 và ESO 107-14. Và hiện tại, nó không có sự tiếp xúc lực hấp dẫn với những thiên hà khác.

## Dữ liệu hiện tại
Theo như quan sát, đây là thiên hà thuộc chòm sao Khổng Tước. Và dưới đây là một số dữ liệu khác:
Xích kinh 21h 11m 20.1s
Độ nghiêng −64° 01′ 31″
Dịch chuyển đỏ (Redshift) 0.010677
Khoảng cách 138 Mly (42,4 Mpc)
Độ lớn biểu kiến 12.78
Vận tốc xuyên tâm (Tốc độ xuyên tâm) 3201 km/s
Loại thiên hà (R)SA0^+(r)
Kích thước biểu kiến 3.7 x  1.8